# Franziskanerkloster Ulm

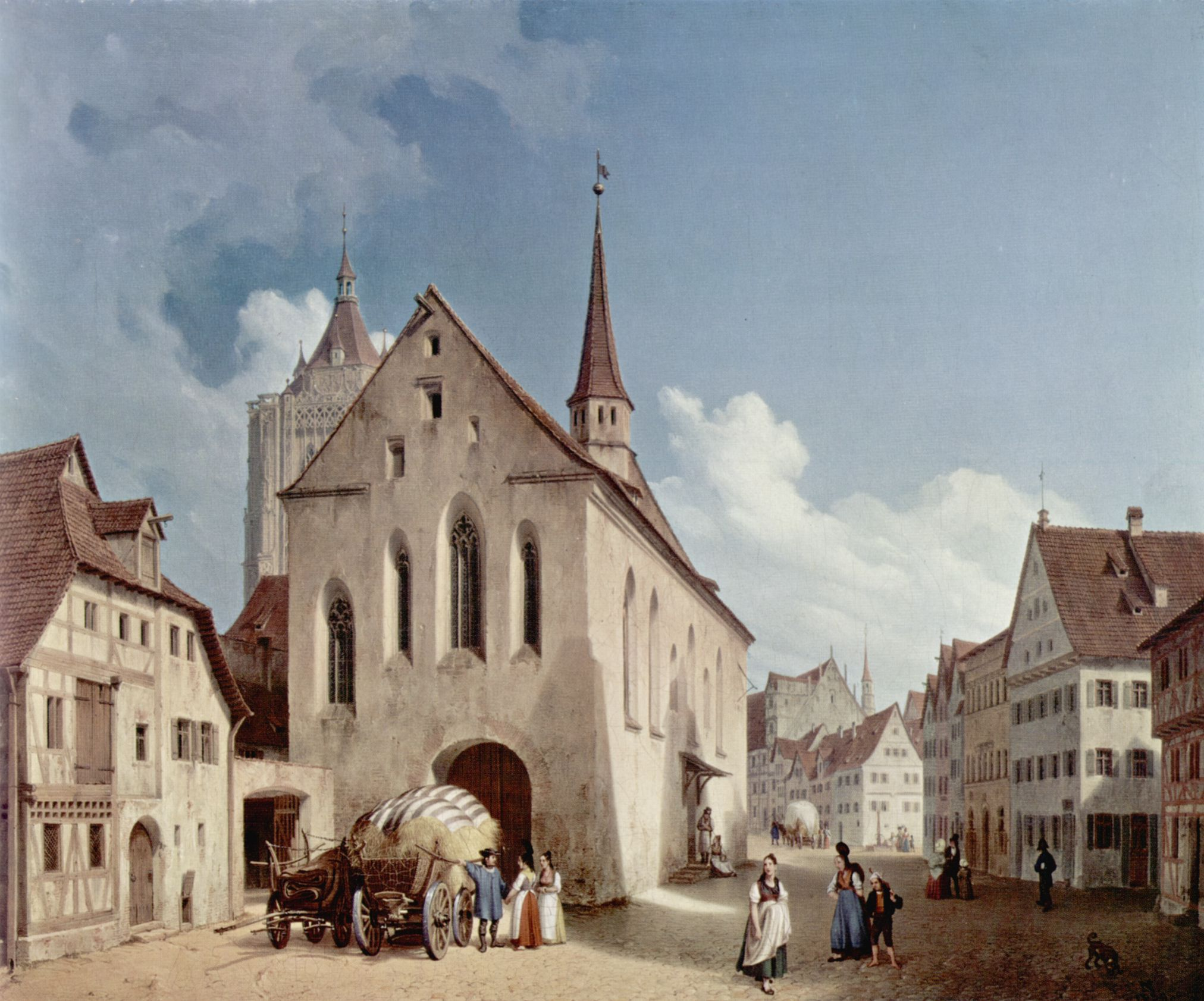
Die Barfüßerkirche nahe Münsterplatz von der Hirschgasse aus; Ölgemälde (1829), Museum Schloss Klingenstein

Ein Franziskanerkloster in Ulm bestand vom 13. Jahrhundert bis 1531 auf dem Münsterplatz. Im Zuge der Reformation, der sich auch die Freie Reichsstadt Ulm anschloss, wurde das Kloster aufgehoben. Kirche und Kloster wurden 1879 abgebrochen. Zu einer Neuansiedlung der Franziskaner in der Stadt kam es 1920; dieses Kloster bestand bis 2009.

## Das erste Kloster
Das Franziskanerkloster in Ulm wurde angeblich 1229, also drei Jahre nach dem Tode des Ordensgründers Franz von Assisi, von frommen Ulmer Bürgern gestiftet und war am Löwentor, d. h.an der Südwest-Ecke des heutigen Münsterplatzes, angesiedelt, dort wo seit 1993 das Stadthaus steht. Es gehörte zur Oberdeutschen (Straßburger) Ordensprovinz Argentina und zählte zur Kustodie Schwaben.
Die Ulmer Bürger sollen ein inniges Verhältnis zum Kloster gepflegt haben und stifteten ihm zu ihrem Seelenheil viele Güter und wählten es auch oft zu ihrer letzten Ruhestätte. Es war ein geistig-religiöses Zentrum der Stadt. Welche Bedeutung es hatte, zeigt der Umstand, dass in den dortigen Räumen auch Gerichtsverhandlungen stattfanden und sogar 1434 der Kaiser Sigismund dort bei einem Besuche Ulms Quartier nahm.
Die Franziskaner waren einem Armutsgelübde verpflichtet. Doch durch die Anhäufung von Reichtümern durch viele Stiftungen fiel die Einhaltung dieses Gelübdes immer schwerer. Dies gab im 15. Jahrhundert Anlass zu einer ordensinternen Forderung nach strikter Einhaltung dieser Ordensregel. Auch das Ulmer Kloster sah sich mit dieser Forderung konfrontiert, ohne ihr jedoch nachzukommen. Erst 1484 gelang es mit städtischer militärischer Nachhilfe den Observanten, das Kloster zu reformieren. Lange sollten sie sich ihres Erfolges nicht erfreuen, denn einer ihrer eigenen Patres, der aus Günzburg stammende Johann Eberlin, schloss sich der neuen Lehre Martin Luthers an und musste deshalb 1521 das Kloster verlassen. Die dem Kloster auferlegten Einschränkungen wie Predigtverbot, Festlegung einer Maximalzahl von 13 Brüdern, Verbot des öffentlichen Bettelns und der Begräbnisse in den Kirchen etc. führten dazu, dass 1531 die verbliebenen Brüder die Stadt verließen und sich in das Klarissenkloster Söflingen zurückzogen, wo die Franziskaner weiterwirkten, bis dieses Kloster im Gefolge des Reichsdeputationshauptschlusses 1803 säkularisiert wurde.
Das Klostergebäude in Ulm wurde umgewidmet und diente der Stadt als Lateinschule, die ab 1622 zum Gymnasium wurde. 1879 wurden die nach dem Bau eines neuen Gymnasiums nutzlos gewordenen Gebäude samt der Kirche abgebrochen, um den Münsterplatz „freizulegen“. Das Ziel war, einen freien Blick auf den kurz vor der Vollendung stehenden Kirchturm des Ulmer Münsters zu erreichen.

## Neuansiedlung im 20. Jahrhundert
Eine Neuansiedlung von Franziskanern der Thüringischen Franziskanerprovinz (Thuringia) in Ulm begann 1919 mit der Zustimmung des bischöflichen Ordinariats Rottenburg. 1920 wurde das Haus Glöcklerstraße 10 erworben, das die Provinzleitung schon zuvor als Hospiz zum hl. Johannes von Capestrano zur Ordensniederlassung bestimmt hatte. Pater Paulus Sondergeld wurde zum Oberen dieses Hauses ernannt. Da ein Mietvertrag bis 1923 fortbestand, war das Haus jedoch nicht beziehbar. Deswegen zog Pater Paulus zunächst 1920 in den Guten Hirten, das Asyl des Rettungsvereins Ulm in der Friedensstraße 38. Von dort aus wirkte Paulus als Hausgeistlicher. Er gründete auch den franziskanischen Dritten Orden neu und mühte sich um seine Verbreitung. Mit dem Ulmer Landgerichtsrat Lehner führte er 1920 in der Stadt den katholischen Akademikerverband ein.
Nach mehreren Zwischenstationen wurde 1926 in der Haßlerstrasse 11 nach den Plänen des damaligen Baurats Eugen Eger vom Eisenbahn-Hochbauamt unter der Bauleitung von Architekt P. Lämmle mit dem Neubau des Franziskanerklosters begonnen, das man Franziskusheim nannte. Die Niederlassung wurde 1928 zum Konvent erhoben. Erster Guardian in Ulm wurde Pater Athanasius Hank. Während der kirchenfeindlichen Maßnahmen des Dritten Reiches stand das Haus mehrfach vor seiner staatlich verfügten Aufhebung. 1944 wurde das Haus teilbeschlagnahmt. Von ein paar Brandbomben abgesehen, war die Franziskanerkirche neben der St.-Georgs-Kirche das einzige von den Bomben verschonte Gotteshaus.
1942 tagte im Ulmer Kloster das Provinzkapitel der Thuringia – dies zum ersten Mal im Ulmer Raum seit 1692. 1945 traf sich im Refektorium des Klosters regelmäßig ein vom ehemaligen Reichstagsabgeordneten Franz Wiedemeier zusammengebrachter Kreis politisch Engagierter und Verantwortlicher, der am 18. Dezember 1945 die Ortsgruppe Ulm der Christlich-Sozialen-Union gründete. Die Ulmer CDU nahm also im Franziskanerkloster an der Hasslerstraße (im "Klösterle") ihren Anfang.
Von geringen Änderungen abgesehen, zeigen sich Kirche und Klostergebäude heute noch nach den Plänen von 1926. Ein größerer Eingriff geschah während der letzten Kirchenrenovation im Jahr 1975. Von den von Architekt Eger auf der linken Seite geschaffenen vier aufeinanderfolgenden Kapellen wurden 1975 die beiden ersten zu einer größeren Kapelle vereinigt.
Das Kloster wurde 2005 an die Stiftung Katholische Freie Schule der Diözese Rottenburg-Stuttgart veräußert, allerdings konnten die Franziskaner Kirche und Kloster weiterhin nutzen. Wegen Personalnot bei den Franziskanern wurde das Franziskanerkloster am 11. Oktober 2009 mit einem feierlichen Abschiedsgottesdienst aufgehoben. Die ehemalige Klosterkirche  wird jedoch weiterhin für Gottesdienste der katholischen "Seelsorgeeinheit Ulmer Westen" genutzt.